# Matemático Automático
AM, foi um programa de computador experimental feito por Douglas Lenat em Lisp para descobrir novos fatos no domínio da matemática.O programa trabalhava com pequenos programas em Lisp que eram combinados entre si para gerarem conjecturas que seriam testadas posteriormente por heuristicas. Esses pequenos programas representavam conhecimentos formais sobre o campo da matemática. Ganhou grande notoriedade ao conseguir descobrir a Conjectura de Goldbach e a fatorização de um inteiro em número primos. O sucesso de AM foi atribuído ao forte conjunto de heuristicas que classificavam as conjecturas geradas em porções de interesses relevantes. Devido ao sucesso de AM mais tarde Doug Lenat tentou aplicar o mesmo princípio em outros campos como fez com EURISKO mas não conseguiu o mesmo êxito.